# Very (álbum)
Very é o quinto álbum de estúdio da banda Pet Shop Boys, lançado a 27 de Novembro de 1993.
O disco pertence à lista dos 1001 Albums You Must Hear Before You Die. O disco atingiu o nº 20 da Billboard 200.

## Faixas
1. "Can You Forgive Her?" – 3:57
2. "I Wouldn't Normally do this Kind of Thing" – 3:03
3. "Liberation" – 4:05
4. "A Different Point of View" – 3:24
5. "Dreaming of the Queen" – 4:20
6. "Yesterday, When I Was Mad" – 3:55
7. "The Theatre" – 5:10
8. "One and One Make Five" – 3:30
9. "To Speak is a Sin" – 4:45
10. "Young Offender" – 4:50
11. "One in a Million" – 3:52
12. "Go West" – 5:00

## Créditos
- Chris Lowe
- Neil Tennant